# Sotavento algarveño

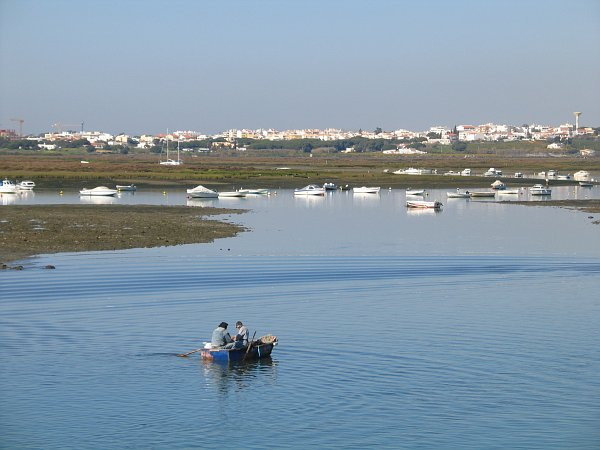
Típica imagen sotaventa

El Sotavento algarveño (Sotavento algarvio en portugués) es una región natural situada en la zona oriental de la provincia del Algarve, en el sur de Portugal.
El Sotavento es una de las dos regiones del Algarve. La otra es Barlovento, que designa la zona occidental del Algarve. Ambos términos se usan principalmente para el fomento turístico. Mientras el Sotavento tiene un clima más mediterráneo, Barlavento se caracteriza por ser de clima atlántico.
Los municipios de Sotavento son Alcoutín, Castromarín, Faro, Loulé, Olhão, São Brás de Alportel, Tavira, Villarreal de San Antonio.

## Costas
La costa de Sotavento está protegida por el parque natural de la Ria Formosa. Ésta se caracteriza por marismas como las de la playa de Faro y playas suaves que acaban en la Costa de la Luz Gaditana y onubense.